# Cassie Steele
Cassandra Rae Steele (Toronto, 2 dicembre 1989) è un'attrice, cantante e cantautrice canadese.

## Biografia
Nata da padre britannico e madre filippina, Steele ha iniziato a scrivere le sue prime canzoni per accompagnare le sue poesie da quando frequentava la prima elementare, poi ha cominciato a prendere lezioni di canto e ha frequentato corsi di danza e musica jazz alla London School of Dance di Scarborough, in Canada. È nota per essere stata uno dei membri principali del cast di Degrassi: The Next Generation interpretando il personaggio di Manny Santos. Anche sua sorella minore Alexandra ha partecipato allo show interpretando i ruoli di Angela Jeremiah e di Tori Santamaria. All'età di tredici anni, Cassie ha scritto e registrato la canzone Prayer, che è stata utilizzata a livello nazionale per promuovere la consapevolezza sull'HIV / AIDS.
Il suo album di debutto How Much for Happy è stato pubblicato il 15 marzo (Canada) e 26 aprile (Stati Uniti) nel 2005, seguito da due tour canadesi. Il secondo album Destructo Doll è stato pubblicato il 21 luglio 2009.

## Filmografia

### Cinema
- Paint It Red, regia di Paul T. Murray (2018)

### Televisione
- Relic Hunter – serie TV, episodio 3x03 (2001)
- Doc – serie TV, 1 episodio (2001)
- Degrassi: The Next Generation – serie TV, 179 episodi (2001-2010)
- Miracolo a tutto campo (Full-Court Miracle), regia di Stuart Gillard – film TV (2003)
- Super Sweet 16: The Movie – film TV (2005)
- Degrassi: Minis – serie TV, 19 episodi (2005-2008)
- The Best Years – serie TV, 2 episodi (2007)
- 'Da Kink in My Hair – serie TV, 3 episodi (2007)
- Degrassi Spring Break Movie – film TV (2008)
- Instant Star – serie TV, 5 episodi (2008)
- Degrassi Goes To Hollywood – film TV (2009)
- The Rest of My Life – film TV (2010)
- La mia babysitter è un vampiro – film TV (2010)
- The L.A. Complex – serie TV, 19 episodi (2012)
- Complotto in famiglia – film TV (2014)
- The Dorm – film TV (2014)
- Zombie Shark – film TV (2015)
- Convos with My 2 Years Old – serie TV, 1 episodio (2016)
- La casa del custode – film TV (2016)
- Mississipi River Sharks – film TV (2017)

### Cortometraggi
- Never Quit While You're Ahead (2009)
- Drake: I'm Upset (2018)

### Documentari
- Love Cures Cancer: Take a Chance on Love (2009)

### Doppiaggio
- Accounting (2016) - videogioco
- Rick and Morty – serie TV, 12 episodi (2014-2021)
- Acounting+ (2017) - videogioco
- Trover Saves the Universe (2019) - videogioco

## Doppiatrici italiane
- Veronica Puccio in Degrassi: The Next Generation
- Francesca Manicone in Instant Star

## Discografia

### Album
- How Much for Happy Released (2005)
- Destructo Doll (2009)

### EP
- Shifty (2012)
- Patterns (2014)